# Nouvoitou
Nouvoitou is een gemeente in het Franse departement Ille-et-Vilaine (regio Bretagne). De plaats maakt deel uit van het arrondissement Rennes. Nouvoitou telde op 1 januari 2022 3.732 inwoners.

## Geografie
De oppervlakte van Nouvoitou bedroeg op 1 januari 2022 18,93 vierkante kilometer; de bevolkingsdichtheid was toen 197,1 inwoners per km².

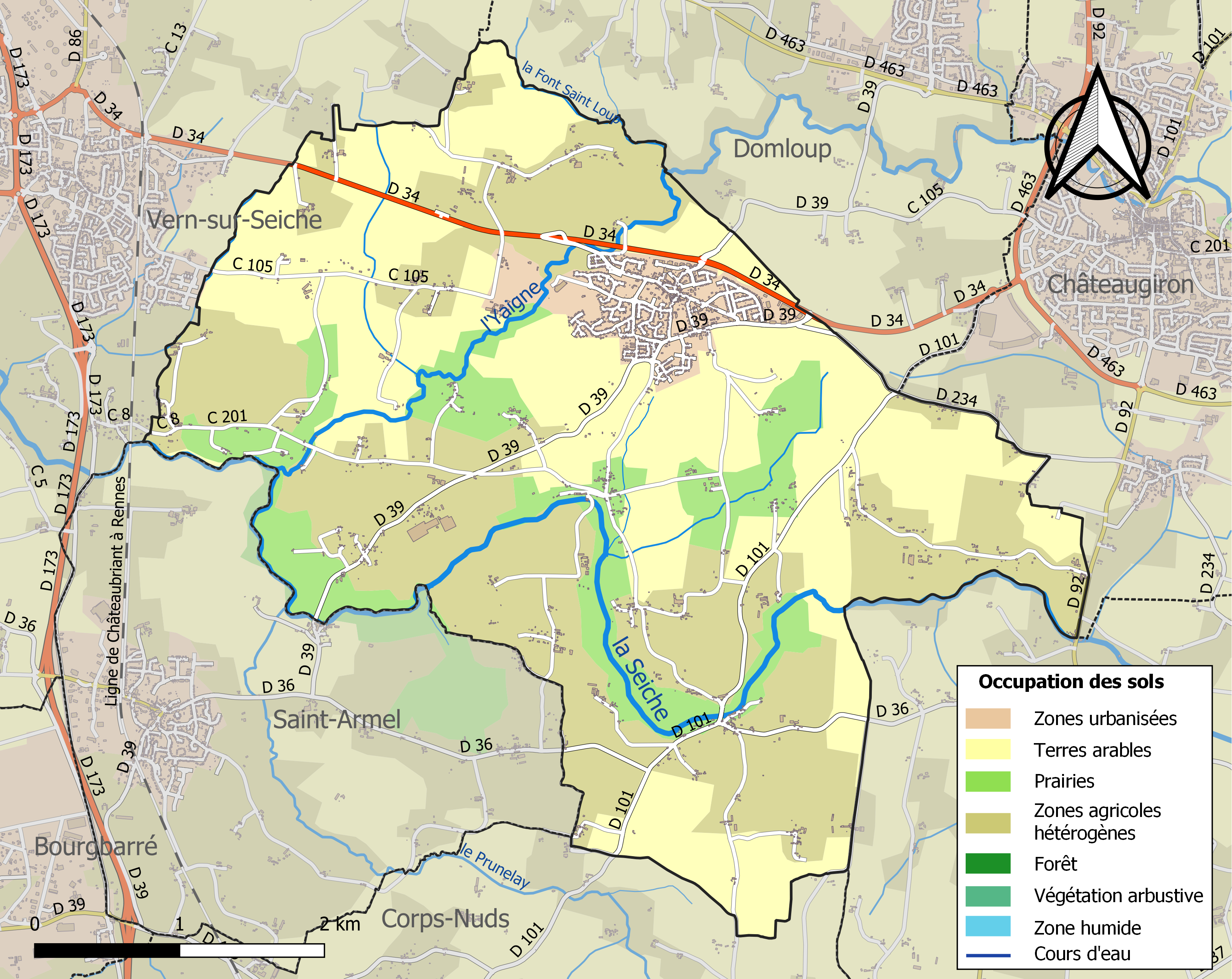
Kaart van de gemeente met belangrijkste infrastructuur, bodemgebruik en omliggende gemeenten

## Demografie
Onderstaande figuur toont het verloop van het inwonertal (bron: INSEE-tellingen).